# Világi papság
A világi papság (latin: clerici saeculares) kifejezés a kereszténységben olyan papokra és diakónusokra utal, akik nem egy szerzetesi közösség tagjai. A kifejezést kimondottan a szerzetesi papságtól való megkülönböztetésként használják. A világi jelző azt fejezi ki, hogy a hívek között, a "világban" (latin: saeculum) élnek.

## Római katolikus egyház
A katolikus egyházban a világi pap valamely egyházmegye szolgálatára felszentelt, a püspök fennhatósága alá tartozó férfi, aki a hierarchiában a püspök után a következő fokozaton áll és elsősorban lelkipásztori feladatokat lát el.
Míg a szerzetesi papság nyilvános fogadalmat tesz a tisztaságra, a szegénységre és az engedelmességre, hogy kövesse az evangéliumi élet szabályait, a világi papság nem tesz fogadalmat.

## Ortodox kereszténység
Az ortodox egyházakban a „világi papság” kifejezést házas papokra és diakónusokra használják, szemben a szerzetesi papsággal. A világi papságot néha "fehér papságnak" is nevezik, szemben a szerzetesek által használt fekete színnel, akik fekete ruhát hordanak.